# Tropidion contortum
Tropidion contortum är en skalbaggsart som beskrevs av Martins 1968. Tropidion contortum ingår i släktet Tropidion och familjen långhorningar. Inga underarter finns listade i Catalogue of Life.